# École du Jeu
L'École du Jeu est une école de théâtre française créée en 2004 par Delphine Eliet, et située à Paris, dans le 18e arrondissement.
Elle compte parmi les principales écoles d'enseignement privé de théâtre en France.

## Enseignement
L'enseignement à l'École du Jeu repose sur la méthode dite « Technique de Confirmation Intuitive et Corporelle », très centrée sur le corps, et sur le concept des « ENjeUx » (spectacles comprenant une part d'improvisation), tous deux développés par Delphine Eliet.
L'école est partenaire du Théâtre Paris-Villette, où les représentations de fin d'année des élèves sont données.
En 2023, la vulnérabilité émotionnelle dans laquelle certains enseignements plongeraient certains élèves est mise en avant par un article du Monde, mais démentie par la direction de l'école.

## Anciens élèves
Parmi les anciens élèves de l'école figurent :
- Pauline Bayle
- Zbeida Belhajamor
- Sigrid Bouaziz
- Florian Choquart
- Jennifer Decker
- Victoire Du Bois
- Zita Hanrot
- Jade Labeste
- Garance Marillier
- Julie Moulier
- Clara Ysé